# سيرجيو هيرنانديز (كرة سلة)
سيرجيو هيرنانديز (بالإسبانية: Sergio Santos Hernández)‏ مواليد 1 نوفمبر 1963 في باهيا بلانكا، الأرجنتين، هو مدرب كرة سلة أرجنتيني ولاعب معتزل. يدرب فريق الأرجنتين. يبلغ طوله 6 قدم 0.5 بوصة (1.8 م). حقق المركز الثاني في بطولة أمم الأمريكتين لكرة السلة 2005.

## سجل المنافسة
شارك في المنافسات التالية:
- الألعاب الأولمبية الصيفية 2008
- الألعاب الأولمبية الصيفية 2016
- بطولة أمم الأمريكتين لكرة السلة 2009
- بطولة أمم الأمريكتين لكرة السلة 2015

## الميداليات
| الميدالية | المسابقة                             |
| --------- | ------------------------------------ |
| برونزية   | الألعاب الأولمبية الصيفية 2008       |
| فضية      | بطولة أمم الأمريكتين لكرة السلة 2005 |
| فضية      | بطولة أمم الأمريكتين لكرة السلة 2007 |
| برونزية   | بطولة أمم الأمريكتين لكرة السلة 2009 |

## روابط خارجية
- سيرجيو هيرنانديز على موقع أوليمبيديا (الإنجليزية)